# Музична академія (Бидгощ)
Музична академія в Бидгощі імені Фелікса Нововейського (Akademia Muzyczna im. Feliksa Nowowiejskiego w Bydgoszczy) — заклад вищої освіти музичного профілю у Бидгощі.
Заснована в 1974 році, спираючись на традиції музичної освіти на університетському рівні, що існували з 1927 року. В наш час[коли?] планується перетворення закладу в університет мистецтва, подібний Варшавському.